# 于利·毛雷爾
烏爾里希·“于利”·毛雷爾（1950年12月1日—）是瑞士聯邦委員會委員、瑞士國防、民防和體育部部長。作爲右翼民粹主義政黨瑞士人民黨的領軍人物，他在2008年12月10日舉行的瑞士聯邦委員會選舉中被瑞士聯邦議會舉薦爲接替薩穆埃爾·施密德的瑞士聯邦委員會委員。他於2009年1月1日正式上任。于利·毛雷爾還是2013年度與2019年度的瑞士聯邦主席。

## 個人背景和職業生涯
毛雷爾出生於一個蘇黎世高地的貧農家庭。在當了一段時間的商務學徒之後，毛雷爾拿到了聯邦會計資格證。他曾於1994到2008年間擔任蘇黎世農會的主任。他還曾經擔任瑞士菜農協會和農民機械協會（Maschinenring）的會長。但因爲他在2008年進入了瑞士聯邦委員會，所以他辭掉了這兩個職務。
毛雷爾現居蘇黎世州欣維爾，與他妻子有6個孩子。他曾經在瑞士軍中服役，並曾以少校軍銜指揮過一個自行車步兵營。2022年9月，于利·毛瑞爾宣布將在2022年底正式離任。